# Uludağ Timsahlar 2022
Questa voce raccoglie le informazioni riguardanti gli Uludağ Timsahlar nelle competizioni ufficiali della stagione 2022.

## 2. Lig 2022

### Stagione regolare
| Bursa 16 aprile 2022, ore 19:00 1ª giornata | Uludağ Timsahlar | 18 – 22 | İzmir Halcyons | Fethiye Spor Kompleksi |

| Bursa 28 maggio 2022, ore 19:30 3ª giornata | Uludağ Timsahlar | 12 – 13 | Kocaeli Sharks | Fethiye Spor Kompleksi |

| Istanbul 5 giugno 2022, ore 19:00 4ª giornata | ÖzÜ Wolves | 21 – 48 | Uludağ Timsahlar | Özyeğin Üniversitesi Spor Merkezi |

| Smirne 12 giugno 2022, ore 16:30 5ª giornata | Ege Dolphins | 14 – 20 | Uludağ Timsahlar | Kemal Paşa Armutlu Futbol Tesisleri |

## Statistiche di squadra
| Competizione      | %Vittorie | In casa | In casa | In casa | In casa | In casa | In casa | In trasferta | In trasferta | In trasferta | In trasferta | In trasferta | In trasferta | Totale | Totale | Totale | Totale | Totale | Totale |
| Competizione      | %Vittorie | G       | V       | N       | P       | Pf      | Ps      | G            | V            | N            | P            | Pf           | Ps           | G      | V      | N      | P      | Pf     | Ps     |
| ----------------- | --------- | ------- | ------- | ------- | ------- | ------- | ------- | ------------ | ------------ | ------------ | ------------ | ------------ | ------------ | ------ | ------ | ------ | ------ | ------ | ------ |
| Stagione regolare | .500      | 2       | 0       | 0       | 2       | 30      | 35      | 2            | 2            | 0            | 0            | 68           | 35           | 4      | 2      | 0      | 2      | 98     | 70     |
| Totale            | .500      | 2       | 0       | 0       | 2       | 30      | 35      | 2            | 2            | 0            | 0            | 68           | 35           | 4      | 2      | 0      | 2      | 98     | 70     |